# Примарни опсесивно-компулзивни поремећај
Примарни опсесивно-компулзивни поремећај, такође познат као чисти опсесивно-компулзивни поремећај (Pure O), је мање познат облик или манифестација ОКП. Није дијагноза у DSM-5. Код људи са примарним опсесивним ОКП, постоји мање уочљивих компулзија, у поређењу са онима које се обично виђају код типичног облика ОКП (проверавање, бројање, прање руку итд.). Иако се ритуализујућа и неутралишућа понашања дешавају, она су углавном когнитивне природе, укључујући ментално избегавање и прекомерно размишљање. Примарни опсесивни ОКП се јавља у облику наметљивих мисли, често узнемирујуће, сексуалне или насилне природе (нпр. страх од деловања на основу импулса).
Према DSM-5, „Опсесивно-компулзивни и сродни поремећаји разликују се од развојно нормативних преокупација и ритуала по томе што су прекомерни или трају дуже од развојно прикладних периода. Разлика између присуства субклиничких симптома и клиничког поремећаја захтева процену низа фактора, укључујући ниво патње и оштећења функционисања појединца.“